# Günther Schlicht
Günther Schlicht (* 17. Dezember 1901 in Königshütte; † 4. Juli 1962 in Basel) war ein deutscher Bergmann und Industriemanager der Mineralölwirtschaft.

## Leben
Schlicht studierte Bergbauwissenschaften in Berlin und München. 1924 begann er als Referendar der staatlichen Bergverwaltung und wurde nach der Großen Staatsprüfung zum Bergassessor ernannt. Ab 1928 begann Schlicht seine Tätigkeit in der Deutschen Petroleum Aktiengesellschaft (DPAG). Ab 1936 wirkte er als Zweiter Technischer Direktor neben Karl Große in Wietze. 1940 ging er zurück nach Berlin in die von Karl Schirner neu gegründete Zentrale Verwaltung der Erdölbetriebe.
Im Zweiten Weltkrieg wurde Schlicht zum Leiter der Fachabteilung der Technischen Brigade Mineralöl (TBM) ernannt. Diese sollte im Zuge der geplanten Sommeroffensive 1942 an der Ostfront die dann eroberten Ölquellen in Maikop, Grosny und Baku wieder in Betrieb nehmen. 1943 übernahm Schlicht als stellvertretender Vorstand die Verwaltung der Erdölbetriebe und wurde in Nachfolge Karl Großes, der zur Karpathen Öl AG wechselte, zum Leiter der Fachgruppe Erdölgewinnung der Wirtschaftsgruppe Kraftstoffindustrie ernannt.
Ab 1952 bis 1954 leitete Schlicht die Deutsche Wissenschaftliche Gesellschaft für Erdöl, Erdgas und Kohle e. V. (DGMK). Als Vorstandsvorsitzender (seit 1955) der Deutschen Erdöl-Aktiengesellschaft (DEA) versuchte Schlicht in Peru, Syrien, der Türkei und Libyen neue Geschäftsfelder zu erschließen. 1958 weihte er das neue Hauptlaboratorium der Gesellschaft in Wietze ein. 1959 erwarb er für die DEA Industriegelände für den Bau einer neuen Raffinerie in Karlsruhe, an der darüber hinaus die Scholven Chemie AG und die Continental Oil Company (Conoco) beteiligt waren.
Schlicht war seit 1932 mit der Tochter des DEA-Vorstands Reinhold Dehnke, Erika, verheiratet. Er hatte vier Kinder – Ute, Henning, Eckhardt und Michael.

## Ehrungen
- Dr.-Ing. E. h. der Bergakademie Clausthal
- Großes Bundesverdienstkreuz[1]
- Carl-Engler-Medaille (1962)